# Anisopodus arachnoides
Anisopodus arachnoides es una especie de escarabajo longicornio del género Anisopodus, tribu Acanthocinini, subfamilia Lamiinae. Fue descrita científicamente por Audinet-Serville en 1835.

## Descripción
Mide 9-13,5 milímetros de longitud.

## Distribución
Se distribuye por Argentina, Brasil y Paraguay.